# VM i bandy 1993
Verdensmesterskabet i bandy 1993 var det 18. VM i bandy gennem tiden, og mesterskabet blev arrangeret af International Bandy Federation. Turneringen havde deltagelse af otte hold og blev afviklet indendørs i arenaen Vikingskipet i Hamar, Norge i perioden 2. – 7. februar 1993. Det var første gang at alle kampene ved et VM i bandy blev spillet indendørs.
Sovjetunionen, som tidligere havde vundet VM 14 gange og var forsvarende verdensmestre, var blevet opløst i 1991. I stedet deltog Rusland for første gang som selvstændig nation.
Mesterskabet blev vundet af Sverige efter finalesejr over Rusland på 8-0. Det var Sveriges fjerde VM-titel gennem tiden og den første siden 1987. Bronzemedaljerne gik til værtslandet Norge, som besejrede Finland med 5-3 i bronzekampen, og som dermed vandt sin første VM-medalje siden sølvet i 1965. Finland endte dermed uden medalje for første gang siden 1965.

## Resultater

### Gruppe A
De fire formodet bedste hold spillede i gruppe A. Holdene spillede først en indledende runde alle-mod-alle. Sejre gav 2 point, uafgjorte 1 point, mens nederlag gav 0 point. De tre bedste hold kvalificerede sig direkte til semifinalerne, mens nr. 4 skulle kvalificere sig til semifinalerne i en kamp mod vinderen af gruppe B (dvs. i praksis en kvartfinale).
| Plac. | Hold    | Kampe | + Mål − | Point |
| ----- | ------- | ----- | ------- | ----- |
| 1.    | Sverige | 3     | 18-30   | 6     |
| 2.    | Rusland | 3     | 4-2     | 4     |
| 3.    | Finland | 3     | 05-12   | 2     |
| 4.    | Norge   | 3     | 02-12   | 0     |

### Gruppe B
I gruppe B spillede de fire formodet svageste hold. De to bedste hold kvalificerede sig til kvartfinalerne mod nr. 3 og 4 fra gruppe A, mens nr. 3 og 4 spillede placeringskamp om 7.-pladsen.
| Plac. | Hold    | Kampe | + Mål − | Point |
| ----- | ------- | ----- | ------- | ----- |
| 1.    | USA     | 3     | 21-10   | 6     |
| 2.    | Canada  | 3     | 8-9     | 4     |
| 3.    | Ungarn  | 3     | 4-8     | 2     |
| 4.    | Holland | 3     | 01-16   | 0     |

### Finale- og placeringskampe
Nr. 4 fra gruppe A og nr. 1 fra gruppe B spillede kvalifikation om én plads i semifinalerne, hvortil nr. 1-3 fra gruppe A var direkte kvalificerede. Taberen af kvalifikationskampen spillede placeringskamp om 5.-pladsen mod nr. 2 fra gruppe B, mens nr. 3 og 4 fra gruppe B spillede placeringskamp om 7.-pladsen.
| Dato                  | Kamp              | Resultat |
| --------------------- | ----------------- | -------- |
| Kval. til semifinaler |                   |          |
| 5.2.                  | Norge - USA       | 7-0      |
| Semifinaler           |                   |          |
| 6.2.                  | Rusland - Finland | 8-5      |
| 6.2.                  | Sverige - Norge   | 6-3      |
| Bronzekamp            |                   |          |
| 7.2.                  | Finland - Norge   | 3-5      |
| Finale                |                   |          |
| 7.2.                  | Sverige - Rusland | 8-0      |

| Dato               | Kamp             | Resultat |
| ------------------ | ---------------- | -------- |
| Kamp om 7.-pladsen |                  |          |
| 5.2.               | Ungarn - Holland | 6-4      |
| Kamp om 5.-pladsen |                  |          |
| 6.2.               | USA - Canada     | 5-3      |

### Samlet rangering
| VM 1993 | VM 1993 |
| ------- | ------- |
| Guld    | Sverige |
| Sølv    | Rusland |
| Bronze  | Norge   |
| 4.      | Finland |
| 5.      | USA     |
| 6.      | Canada  |
| 7.      | Ungarn  |
| 8.      | Holland |